# Barry Jackson
Barry Jackson (29. března 1938 Birmingham – 5. prosince 2013 Londýn) byl britský herec.

## Život
Barry Jackson se narodil 29. března 1938 v Birminghamu. Prvním filmem, v němž účinkoval, byl Primitives, The z roku 1962. Dále se objevil například ve filmech The Bunker (1981), Čtvrtý anděl (2001), Čtvrtek dvanáctého (2003), Wimbledon (2004) či Hra s nevěrou (2005).
V anglickém seriálu Vraždy v Midsomeru ztvárnil v letech 1997–2011 postavu doktora George Bullarda.
Barry Jackson zemřel 5. prosince 2013 v Londýně na cévní mozkovou příhodu.